# Čajkov
Čajkov és un poble i municipi d'Eslovàquia que es troba a la regió de Nitra, al sud-oest del país.

## Demografia
| Godina             | 1994 | 2004   | 2014   | 2024   |
| ------------------ | ---- | ------ | ------ | ------ |
| Nombre de persones | 1081 | 1034   | 978    | 930    |
| Diferència         |      | −4,34% | −5,41% | −4,90% |

| Godina             | 2023 | 2024   |
| ------------------ | ---- | ------ |
| Nombre de persones | 933  | 930    |
| Diferència         |      | −0,32% |